# Dolores González Catarain
María Dolores González Catarain, alias Yoyes (Villafranca de Ordizia, 14 de mayo de 1954-ib., 10 de septiembre de 1986) miembro y dirigente de  Euskadi Ta Askatasuna (ETA) entre 1971 y 1980, conocida por haber sido la primera mujer dirigente de la banda y haber sido asesinada por la misma acusada de traición.

## Biografía
Yoyes nació en 1954 en la localidad guipuzcoana de Villafranca de Ordizia, siendo la segunda de nueve hijos que tuvo el matrimonio formado por Angelita Catarain y Luis González. Su abuelo paterno, que era de origen leonés, había abierto una tienda de ultramarinos en la localidad y la familia vivía principalmente de este negocio, que regentaba la madre, mientras Luis, el padre de familia, trabajaba de viajante. Los González Catarain vivían en una casona situada en las afueras de la villa, que había pertenecido a la familia materna. Uno de los hermanos menores de Yoyes es el conocido músico, técnico de sonido y productor musical Ángel Katarain.

### Incorporación a ETA
En la adolescencia, Yoyes se inclinó por la ideología de la izquierda abertzale. Se cree que ingresó en ETA en 1971, cuando contaba con 17 años de edad. En sus primeros años dentro de la organización fue una militante legal, que mantuvo su militancia de forma clandestina, mientras iniciaba estudios de Magisterio en San Sebastián. Durante esta época inició una relación sentimental con José Echevarría, apodado como Beltza, un joven tres años mayor que ella que era de la vecina localidad de Amézqueta y con el  que compartía cuadrilla de amigos. Beltza, quien era también militante de ETA, falleció el 28 de noviembre de 1973 en Guecho al hacer explotar accidentalmente la bomba que portaba.
A finales de 1973, Yoyes fue sorprendida robando una multicopista de un colegio de Zumárraga. Este hecho y la detención de su hermano, militante también de ETA, pusieron al descubierto su actividad criminal, lo que la obligó a huir al País Vasco Francés.
Durante su etapa como militante de ETA en Francia utilizó como cobertura un trabajo como secretaria en la revista abertzale Enbata, editada en Bayona.

### Dirigente de ETA
En Francia Yoyes se convirtió en persona de confianza de José Miguel Beñarán Ordeñana, Argala, quien la instaló en la oficina política de ETA militar; Yoyes mantuvo una relación de amistad y confianza con el principal ideólogo de ETA militar.[cita requerida] En 1978 formaba parte del Comité Ejecutivo de la rama militar de ETA; cuando en diciembre de 1978 Argala fue asesinado por el Batallón Vasco Español, Yoyes pasó a ocupar su puesto al frente de la dirección política de ETA militar, aunque llevó a cabo estas labores por breve tiempo.
A finales de enero de 1979 es detenida por agentes franceses y confinada en un pueblo del sureste de Francia durante varios meses. Al terminar dicho periodo de confinamiento, Yoyes optó por no aceptar las condiciones que le impuso la administración francesa y se reintegró a la vida clandestina regresando a la dirección de ETA. Sin embargo sus relaciones con la nueva dirección de ETA militar empeoraron. Los antiguos bereziak procedentes de ETA político-militar y partidarios de una línea de actuación más dura y violenta, se hicieron fuertes dentro de la organización. El enfrentamiento con Eugenio Etxebeste Antxon fue irreversible. Ante las amenazas de algunos miembros de la organización, decidió abandonarla y exiliarse en México en 1980. Su abandono de ETA lo realizó sin embargo con máxima discreción, sin criticar abiertamente a la organización en público.

### Exilio en México y abandono de la organización
Yoyes escapó a México, donde estudió Sociología y Filosofía, y llegó a trabajar para un organismo relacionado con la ONU. En 1984 viajó a París, donde obtuvo el estatuto de refugiada política.
En agosto de 1985, al no haber ninguna causa judicial abierta contra ella y a tenor de lo dispuesto por la Ley de Amnistía de 1977, gracias a la ayuda de un amigo en el Ministerio de Economía, entró en contacto con el dirigente socialista y director de la Seguridad del Estado Julián Sancristóbal, y decidió regresar al País Vasco pactando también su regreso con el dirigente etarra Txomin Iturbe con la condición de que se hiciera discretamente para que no pudiera ser utilizado con fines propagandísticos. El 17 de octubre de 1985 terminaron las negociaciones para su regreso, y finalmente, el 11 de noviembre regresó al País Vasco con su marido y su hijo, instalándose en San Sebastián. 
Sin embargo, la reinserción de la que durante años había sido la militante más buscada no podía dejar de tener repercusión mediática: el Gobierno español presentó este hecho como una acogida a las medidas de reinserción que entonces existían y el semanario Cambio 16 publicó un amplio reportaje con el título «El retorno de la etarra» y la fotografía de Yoyes en portada, considerado como detonante de su asesinato.[cita requerida] Al poco tiempo, Yoyes escribe en su diario:

Muchos son culpables de esta injusticia, ¡demasiados! Hay otros que no pero son impotentes ante ella. Hay también mucho silencio cómplice. Mucho miedo en la gente ante todo, ante su propia libertad... ¡cuánta mierda! (...) El mito de ETA, la hidra sangrienta que nos atenaza: En este mito, la persona de carne y hueso que es un sustrato, no existe más que como tal sustrato, no es humana.

No ha sido aclarado por qué regresó Yoyes, consciente sin duda del peligro que corría, pues ella misma había manifestado:

Me voy a morir y es mejor una muerte rápida, aunque sea violenta, pero no puedo morirme ahora.

### Asesinato

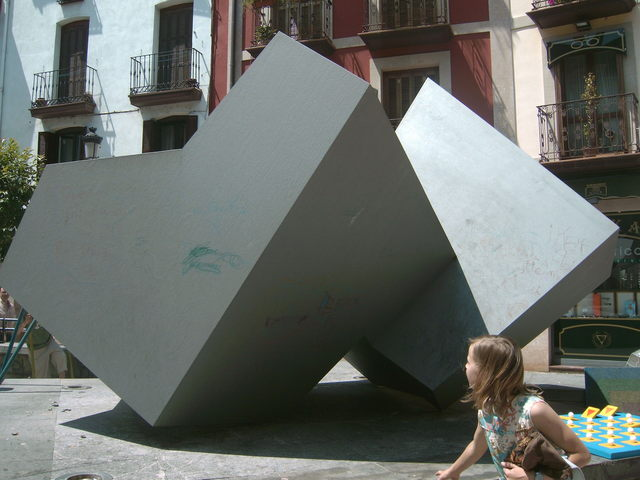
La escultura Configuración ternaria uno sobre dos, de Jorge Oteiza, está ubicada cerca de donde mataron a Yoyes, en homenaje a ella, a Nikolas Lekuona y a José Sarriegi.

Cuando regresó a casa, ETA realizó una consulta interna urgente para decidir qué hacían con ella. Su contacto en la banda, Txomin, líder con el que Yoyes había contactado para realizar su regreso, había sido deportado por Francia a Argelia, no pudiendo interceder por ella, y la cúpula etarra se reunió de nuevo para tomar medidas frente a la antigua dirigente, molestos por las duras críticas que ésta les seguía haciendo.
Ya existían otros precedentes, como el asesinato en 1984 de Miguel Francisco Solaun, que en su día fuera considerado el cerebro de la fuga de presos de la organización de la cárcel de Basauri en 1968 y que posteriormente se negó a realizar un atentado contra unas viviendas de la Guardia Civil.
Acusada Yoyes de traición, Pakito, originario como Yoyes de la localidad de Ordizia, ordenó su muerte: el 10 de septiembre de 1986 fue asesinada a tiros por Antonio López Ruiz, Kubati, mientras paseaba durante las fiestas de su localidad natal con su hijo de 3 años.
El pleno municipal de la ciudad decidió suspender las fiestas en señal de repulsa a un atentado perpetrado por «totalitarios y fascistas». Por su parte, dirigentes próximos al entorno de ETA justificaron su asesinato. Un mes más tarde se reunieron miles de personas en Ordizia para rendir homenaje a Yoyes.
Kubati fue detenido en noviembre de 1987 cuando realizaba una llamada telefónica desde una cabina de Tolosa (Guipúzcoa), dentro de una operación que la Guardia Civil denominó con el nombre del hijo de Yoyes.

## Yoyes en la actualidad
En la actualidad Yoyes continúa siendo un icono mediático, considerándose su muerte un punto de inflexión en la sociedad vasca y en ETA, en el momento en el que diversos sectores de dicha organización se estaban replanteando el futuro de su actividad, logrando ETA acabar con el goteo de reinserciones.
Yoyes ha sido definida como una mujer «muy admirada» y «comprometida, con clarividencia política» y también por «su condición de mujer» en una organización liderada mayoritariamente por hombres.
En el capítulo 319 (episodio 9 de la temporada 18) de la serie televisiva Cuéntame, emitido el 9 de marzo de 2017, se relata la historia de una exmiembro ficticia de la banda terrorista ETA, Koro Zabaleta, interpretada por Itziar Ituño, que es asesinada por sus antiguos compañeros al considerarla una traidora: la historia guarda ciertos paralelismos con la de Dolores González Catarain.

## Filmografía
- Documental Yoyes del programa Documentos TV de TVE.[20]

- En la película biográfica Yoyes dirigida por la directora navarra Helena Taberna en 1999, Ana Torrent interpreta el papel de Dolores González[21][22]

- Juana Acosta interpreta a Yoyes en la película francesa Santuario, dirigida por el director Olivier Masset-Depasse.[23]
- Yoyesen hilketa del programa Ur handitan: Ahaztu aurretik ETB1.